# Đông Jerusalem

Bản đồ Đông Jerusalem.

Đông Jerusalem là phần phía đông của thành phố Jerusalem từng bị chiếm đóng bởi Jordan trong chiến tranh Ả Rập - Israel 1948 và sau đó bị Israel chiếm trong chiến tranh 6 ngày năm 1967. Vùng này gồm Phố Cổ Jerusalem và một vài địa điểm linh thiêng nhất của đạo Do Thái, đạo Ki-tô và đạo Hồi, như Temple Mount, Western Wall, Al-Aqsa Mosque, và Church of the Holy Sepulchre. 
Thuật ngữ "Đông Jerusalem" có thể đề cập đến một trong hai khu vực thuộc cai quản của Jordan từ năm 1949 và 1967 được tích hợp vào các thành phố của Jerusalem sau khi năm 1967, bao gồm khoảng 70 km², hoặc lãnh thổ đô thị tiền Jodan 1967 có diện tích 6,4 km². Đông Jerusalem được tuyên bố là thủ đô của Palestine được đề xuất mặc dù Ramallah phục vụ như là thủ đô hành chính. Israel đã tuyên bố tất cả Jerusalem, cả hai phần Đông và Tây, là thủ đô muôn đời không chia cắt của mình.
Sau Chiến tranh Ả Rập-Israel năm 1948, Jerusalem được chia thành hai phần, phần phía tây, dân cư chủ yếu do người Do Thái, đã đến dưới sự cai trị của Israel, trong khi phần phía đông, dân cư chủ yếu là do người Hồi giáo và Kitô giáo Palestine, dưới sự cai trị Jordan. Người Ả Rập sống ở khu vực lân cận như Tây Jerusalem như Katamon hoặc Malha bị buộc phải rời khỏi, số phận tương tự xảy đến người Do Thái ở khu vực phía đông, bao gồm cả thành phố cũ và Silwan. Chỉ có khu vực phía đông của thành phố vẫn được giữ lại trong tay Israel trong suốt 19 năm cai trị của Jordan là núi Scopus, nơi mà các trường đại học Hebrew có vị trí, trong đó hình thành một vùng đất nằm lọt thời gian đó và do đó không được xem là một phần của Đông Jerusalem.
Sau cuộc chiến tranh sáu ngày năm 1967, phần phía đông của Jerusalem đến dưới sự cai trị của Israel, cùng với toàn bộ Bờ Tây. Ngay sau khi tiếp quản của Israel, Đông Jerusalem được sáp nhập, cùng với các làng lân cận một số Bờ Tây. Trong tháng 11 năm 1967, Hội đồng Bảo an Liên Hợp Quốc thông qua Nghị quyết 242, kêu gọi Israel rút "từ vùng lãnh thổ bị chiếm đóng trong cuộc xung đột gần đây". Năm 1980, Knesset thông qua Luật Jerusalem, trong đó tuyên bố rằng "Jerusalem, đầy đủ và thống nhất, là thủ đô của Israel", do đó chính thức hóa thôn tính đơn phương của Israel. Tờ khai này được tuyên bố "vô hiệu" của Nghị quyết 478 của Hội đồng Bảo an Liên Hợp Quốc.